# Dupatta

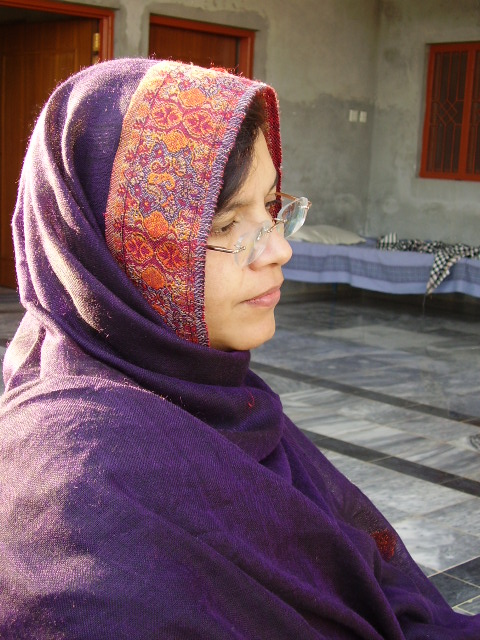
Pakistanka nosząca dupattę

Dupatta (hindi: दुपट्टा, urdu: دوپٹا, bengali: অরনা) – element kobiecych strojów w Indiach, zwłaszcza churidar i salwar kamiz - rodzaj długiego szala, przykrywającego piersi i ramiona.